# جان ميرتنز
جان ميرتنز (بالفرنسية: Jan Mertens)‏ ولد بتاريخ 2 مارس 1904 في أنتويرب، وتوفي في 21 يونيو 1964، كان دراج بلجيكي في صنف سباق الدراجات على الطريق.

## روابط خارجية
- جان ميرتنز على موقع أرشيف الدراجات (الإنجليزية)
- جان ميرتنز على موقع إحصائيات الدراجات الإحترافية (الإنجليزية)
- جان ميرتنز على موقع CycleBase (الإنجليزية)